# Собача тяга
Собача тяга (англ. Weight pulling) — собачий вид спорту, у якому собака тягне візок або сани, навантажені вагою, на коротку відстань по землі/гравію, траві, килиму чи снігу. Це сучасна адаптація фрахтування, в якому собак використовували як вантажних тварин для переміщення вантажу.

## Історія
Собача тяга має довгу історію, починаючи принаймні з часів Клондайкської золотої лихоманки, коли його використовували як засіб розваги під час випробувань їздових собак, які використовувалися для перевезення спорядження та пасажирів через арктичну та субарктичну місцевість у Північній Америці. До 1930-х років у цих віддалених поселеннях пошта також здійснювалася на собачих упряжках, а остання поштова команда на собачих упряжках була скасована 1963 року. Як для перевезення вантажів, так і для доставки пошти собаки повинні відповідати мінімальним стандартам сили та швидкості, коливаючись від 75—100 фунтів (34—45 кг) на собаку на швидшу поштову команду до 200 фунт (91 кг) на собаку в групі повільного вантажу. Книга Джека Лондона 1903 року «Поклик предків» містить одну з перших літературних згадок про спорт, де вигаданий пес Бак тягне важко навантажені сани, а глядачі роблять ставки на його здібності. Лондон провів майже рік на Юконі, і його спостереження складають велику частину матеріалу для книги.

## Цілі

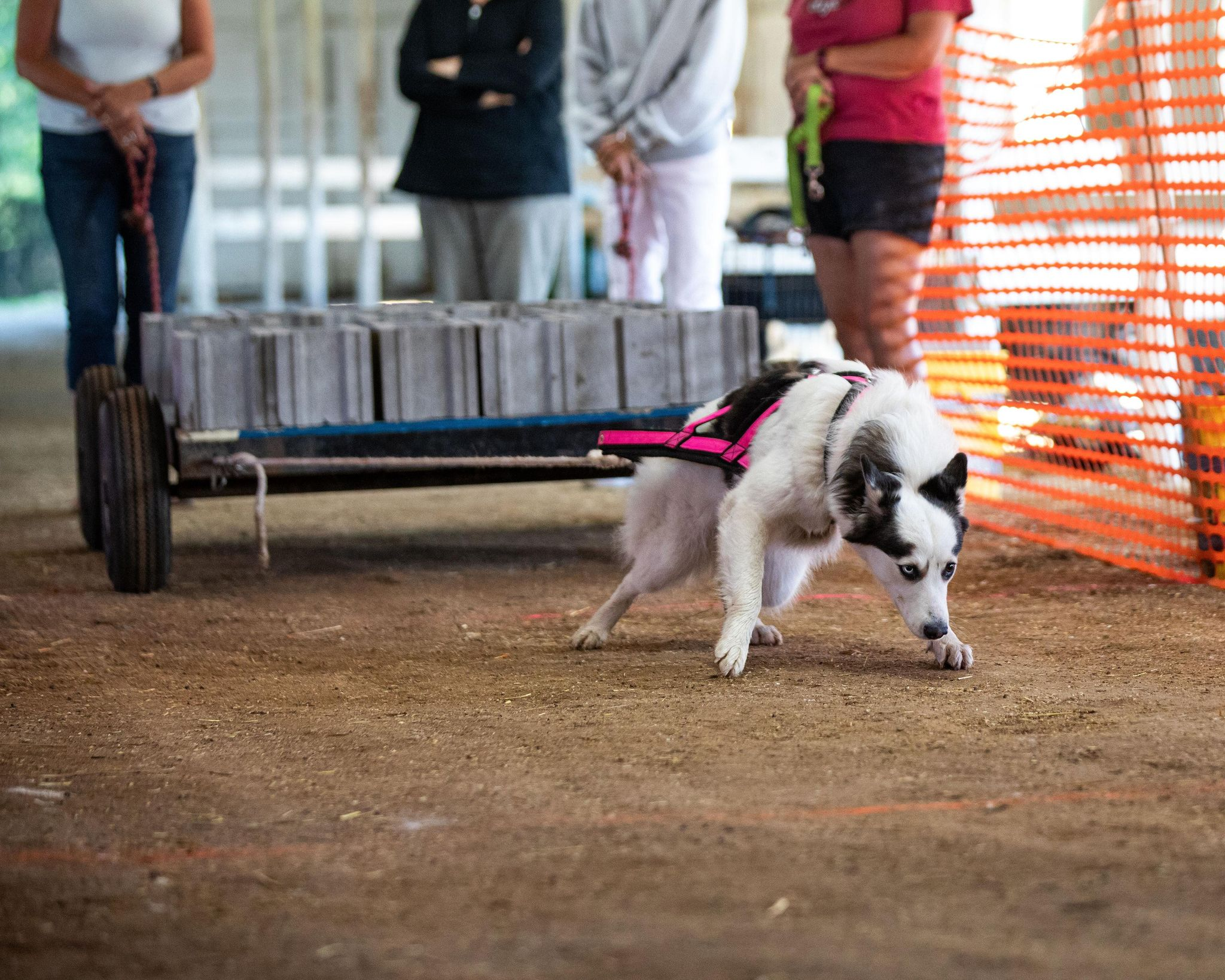
Якутська лайка тягне візок по землі

Поєдинки з перетягуванням ваги починаються або з порожнього візка чи саней, або з малої ваги. Візки можна розмістити на землі, килимі або навіть на рейках. Собак сортують на класи за вагою, а потім надягають на них спеціально сконструйовану вантажну збрую, призначену для розподілу ваги та мінімізації ймовірності травм. На початку раунду собак просять протягнути машину або 16 футів протягом встановленого періоду часу. Собаки, які успішно пройшли раунд, мають право пройти до наступного раунду. Після завершення кожного раунду до автомобіля додається додаткова вага. Переможцем у кожному класі стає собака, яка витягне найбільшу вагу.
Хоча історично асоціювалися з породами собак для перевезення вантажів і візків, сьогоднішні змагання з тяги відкриті для будь-якої собаки незалежно від породи, розміру чи статі.

## Санкційні організації

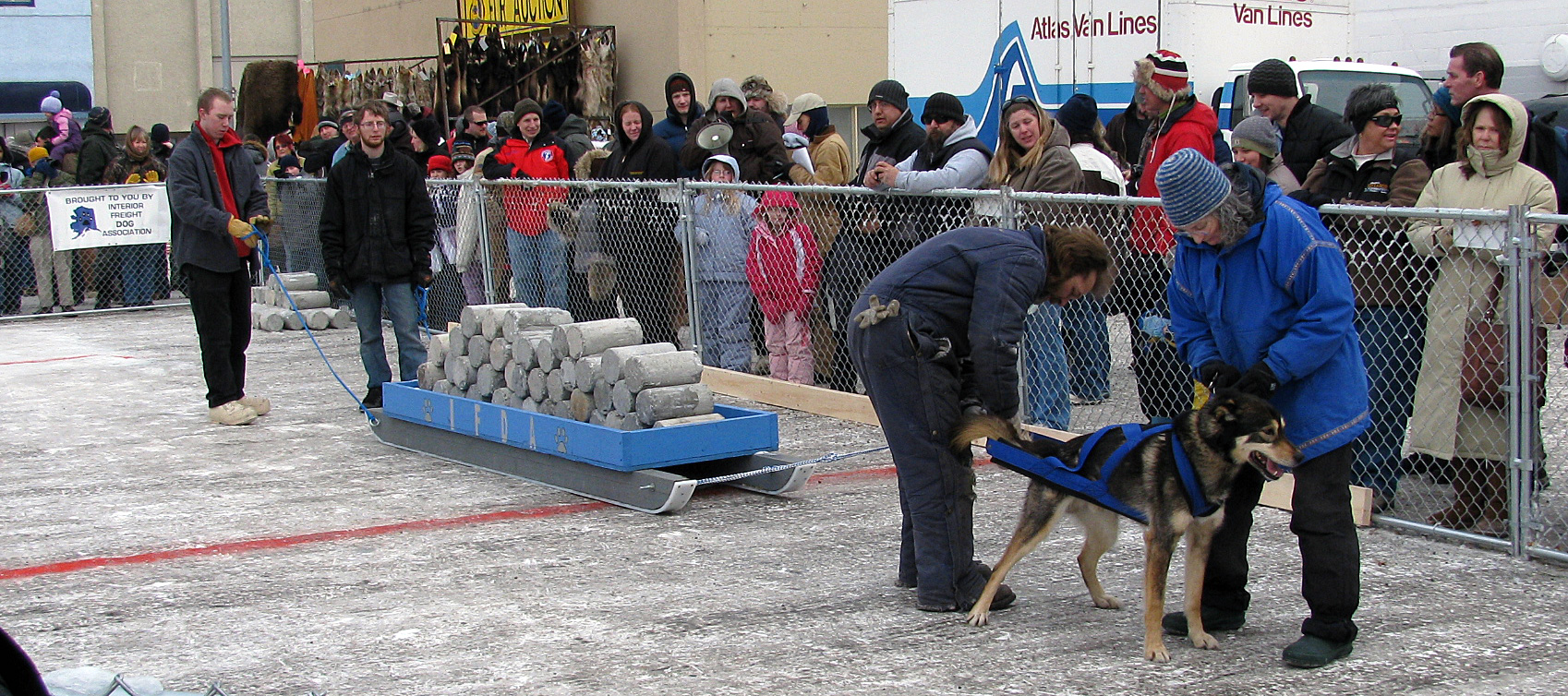
Тяга на льоду

Змагання з перетягування ваги собаками санкціоновані різними організаціями, кожна з яких має власні правила.
- Міжнародна асоціація гонок на собачих упряжках була першою, хто санкціонував змагання з ваговими перегонами.[12] Матчі проводилися виключно на снігу разом із гонками на собачих нартах.[12][13]
- У листопаді 1971 року клуб аляскинського маламута у Вісконсині почав пропонувати матчі з ваговими змаганнями на снігу. У 1984 році Американський клуб аляскинського маламута розширив ці правила, включивши в них візки, і почав пропонувати санкціоновану вагу в США.[13]
- Іnternational Weight Pulling Association (IWPA) була організована в 1984 році для популяризації спадщини робочих собак.[14] IWPA працює в Північній Америці. З часу організації IWPA в 1984 році жодна собака не постраждала під час змагань.[14]
- З 2000 року American Pulling Alliance також пропонує санкціоновані змагання в Північній Америці та Європі.[15][16]
- У 2008 році World Wide Weight Pull Organisation почала пропонувати обтяження всім собакам, незалежно від породи.[17]
- United Kennel Club[18] також включає собачу тягу як один зі своїх видів спорту для собак.
- Клуби аляскинського маламута у Великій Британії,[19] та Австралії[20] пропонують санкціоновані змагання з тяги, засновані на правилах аляскинського клубу маламутів Америки.[21]
- Інші породні клуби також пропонують вагову тягу, наприклад Американська асоціація собаківників.[22]
- У 2010-х інші організації почали пропонувати санкціоновані змагання, такі як Національна асоціація робочих собак.[23]
- У 2012 році було створено GPA (Global Pulling Alliance), щоб зосередитися на освіті широкої громадськості про спорт тяги як позитивний вихід для активних собак у всьому світі. GPA проводить змагання в 6 країнах; Велика Британія, Мексика, Пуерто-Ріко, Філіппіни, Ірландія та Сполучені Штати, і продовжує поповнювати їхній список, оскільки популярність цього виду спорту зростає.
- European Weight Pull League санкціонує матчі по всій Європі.[3]
- Болгарія також почала популяризувати цей вид спорту через клуб Weight Pulling & Sporting Dogs Bulgaria.
- З 2014 року в Литві діє клуб тяги собак під назвою «Weight Pulling Lithuania».[24]

## Суперечка
Прихильники тяги посилаються на покращення фізичної форми та самопочуття собак, особливо робочих порід. Гендлери часто посилаються на покращений зв'язок зі своєю собакою та на те, що не застосовують силу чи цькування їжею, щоб переконати собак тягнути. Активісти з прав тварин критикували цю діяльність як жорстоку або шкідливу, посилаючись на те, що собаки ризикують отримати фізичні травми, включаючи розтягнення м'язів і розриви, звинувачення в застосуванні до собак або жорстокому поводженні з ними під час тренувань, а також на те, що цей вид спорту може використовуватися деякі для підготовки собак до собачих боїв.